# رود مارتن
رود مارتن (بالإنجليزية: Rod Martin) هو لاعب كرة قدم أمريكية أمريكي، ولد في 7 أبريل 1954 في ولش في الولايات المتحدة.

## وصلات خارجية
- رود مارتن على موقع مرجع كرة القدم المحترفة.كوم (الإنجليزية)
- رود مارتن على موقع IMDb (الإنجليزية)